# Чемпионат России по современному пятиборью
Чемпионаты России по современному пятиборью являются главными внутри российскими соревнованиями и проводятся под эгидой Федерации современного пятиборья России.
В 1992 году после распада Советского Союза, вместо чемпионата СССР был проведен чемпионат СНГ (Содружество Независимых Государств).
С 1993 года официально проходят Чемпионаты России по современному пятиборью среди мужчин и женщин. Награды чемпионатов разыгрываются в личном, командном первенстве и эстафетах.
С середины 90-х годов стали проводить Первенство России среди юниоров. В соревнованиях принимают участие юноши и девушки в возрасте до 22 лет. Эти турниры позволяют просмотреть ближайший резерв для взрослой команды России.

## Мужчины
- Первый чемпион России в личном первенстве.

Первым чемпионом среди мужчин в 1993 году стал Герман Юферов  Ленинград.
- Самый титулованный чемпион России в личном первенстве.

3-х кратные чемпионы России:
Александр Лесун  Москва (2010, 2011, 2018).
Егор Громадский  Московская область (2022, 2024, 2025).
2-х кратные чемпионы России:
Лебеденец Алексей  Самара (1999, 2004).
Рустем Сабирхузин  Башкортостан (2001, 2003).
Александр Лифанов  Самарская область (2020, 2023).
*Эдуард Зеновка единственный спортсмен-пятиборец, который является чемпионом СССР (1990) и победителем чемпионата России (1998) в личном первенстве.

## Женщины
- Екатерина Болдина  Москва «Профсоюзы»-Планерная — первая чемпионка России (1993) по современному пятиборью среди женщин, воспитанница олимпийского чемпиона Виктора Александровича Минеева, тренеры: Карташов А. М., С. И. Миронов.
- Самая титулованная пятиборка России:

Татьяна Муратова Москва «Динамо», тренер-Хапланов А. О., она завоевывала звание Чемпиона России — 5 раз.
- 2-х кратные чемпионы России:

Доната Римшайте (2012, 2013).
Анна Буряк  Москва (2014, 2016)
Ульяна Баташова  Московская область (2018, 2020).
София Козлова (Серкина)  Москва (2015, 2022).
- Болдина Екатерина — является единственной пятиборкой, которой удалось завоевать звание чемпионки СССР (1988) и чемпионки России (1993) в личном первенстве.

## Сведения о чемпионатах России
| Мужчины | Женщины |

| Номер  | Год  | Место проведения   | Чемпион                                              | Номер  | Год  | Место проведение   | Чемпион                                                                     |
| XXXIII | 2025 | Москва             | Егор Громадский · Московская область                 | XXXIII | 2025 | Москва             | Амина Тагирова · Москва                                                     |
| XXXII  | 2024 | Москва             | Егор Громадский · Московская область                 | XXXII  | 2024 | Москва             | Янна Соловьева · Москва                                                     |
| XXXI   | 2023 | Москва             | Александр Лифанов · Самарская область                | XXXI   | 2023 | Москва             | Ксения Фральцова · Москва                                                   |
| XXX    | 2022 | Москва             | Егор Громадский · Московская область                 | XXX    | 2022 | Москва             | София Козлова · Москва                                                      |
| XXIX   | 2021 | Москва             | Артем Портянко · Ростов-на-Дону                      | XXIX   | 2021 | Москва             | Анастасия Чистякова · Московская область                                    |
| XXVIII | 2020 | Москва             | Александр Лифанов · Самарская область                | XXVIII | 2020 | Москва             | Ульяна Баташова · Московская область                                        |
| XXVII  | 2019 | Москва             | Даниил Калимуллин · Московская область               | XXVII  | 2019 | Москва             | Аделина Ибатуллина · Московская область · Ямало-Ненецкий автономный округ   |
| XXVI   | 2018 | Москва             | Александр Лесун · Москва                             | XXVI   | 2018 | Москва             | Ульяна Баташова · Московская область                                        |
| XXV    | 2017 | Москва             | Кирилл Беляков · Нижегородская область               | XXV    | 2017 | Москва             | Гульназ Губайдуллина · Московская область · Ямало-Ненецкий автономный округ |
| XXIV   | 2016 | Москва             | Александр Савкин · Москва                            | XXIV   | 2016 | Москва             | Буряк Анна · Москва                                                         |
| XXIII  | 2015 | Москва             | Артем Недов · Москва                                 | XXIII  | 2015 | Москва             | София Серкина · Москва                                                      |
| XXII   | 2014 | Москва             | Максим Кустов · Москва                               | XXII   | 2014 | Москва             | Анна Буряк · Москва                                                         |
| XXI    | 2013 | Москва             | Павел Секретев · Ростов-на-Дону                      | XXI    | 2013 | Москва             | Доната Римшайте · Москва                                                    |
| XX     | 2012 | Москва             | Андрей Панькин · Московская область · Башкортостан   | XX     | 2012 | Москва             | Доната Римшайте · Москва                                                    |
| XIX    | 2011 | Уфа · Башкортостан | Александр Лесун · Москва                             | XIX    | 2011 | Уфа · Башкортостан | Евдокия Гречишникова · Москва                                               |
| XVIII  | 2010 | Москва             | Александр Лесун · Москва                             | XVIII  | 2010 | Москва             | Екатерина Хураськина · Москва                                               |
| XVII   | 2009 | Самара             | Семен Бурцев · Москва                                | XVII   | 2009 | Москва             | Полина Стручкова · Москва                                                   |
| XVI    | 2008 | Москва             |                                                      | XVI    | 2008 | Москва             | Татьяна Муратова · Москва                                                   |
| XV     | 2007 | Москва             | Фролов Илья · Самарская область                      | XV     | 2007 | Москва             | Татьяна Муратова · Москва                                                   |
| XIV    | 2006 | Москва             | Виталий Грошев · Московская область                  | XIV    | 2006 | Москва             | Татьяна Муратова · Москва                                                   |
| XIII   | 2005 | Москва             | Туркин Алексей · Ростовская область                  | XIII   | 2005 | Москва             | Александра Садовникова · Москва                                             |
| XII    | 2004 | Москва             | Лебединец Алексей · Самара                           | XII    | 2004 |                    |                                                                             |
| XI     | 2003 | Москва             | Рустем Сабирхузин · Башкортостан                     | XI     | 2003 | Москва             | Татьяна Муратова · Москва                                                   |
| X      | 2002 | Ростов-на-Дону     | Андрей Моисеев · Ростов-на-Дону                      | X      | 2002 | Москва             | Татьяна Муратова · Москва                                                   |
| IX     | 2001 | Уфа · Башкортостан | Рустем Сабирхузин · Башкортостан                     | IX     | 2001 | Москва             | Татьяна Горляк · Самара                                                     |
| VIII   | 2000 | Москва             | Стойков Денис · Москва                               | VIII   | 2000 | Москва             | Мэри-Бэт Ягорашвили · США                                                   |
| VII    | 1999 | Санкт-Петербург    | Лебеденец Алексей · Самара                           | VII    | 1999 |                    |                                                                             |
| VI     | 1998 | Москва             | Эдуард Зеновка · Москва                              | VI     | 1998 | Москва             | Елизавета Суворова · Москва                                                 |
| V      | 1997 |                    |                                                      | V      | 1997 |                    |                                                                             |
| IV     | 1996 |                    |                                                      | IV     | 1996 |                    |                                                                             |
| III    | 1995 |                    | Александр Машанский · Москва · Нижегородская область | III    | 1995 | Москва             | Елена Фенина · Москва                                                       |
| II     | 1994 |                    | Андрей Цигипов · Москва                              | II     | 1994 | Москва             | Ольга Генералова · Московская область                                       |
| I      | 1993 | Москва             | Герман Юферов · Санкт-Петербург                      | I      | 1993 | Москва             | Екатерина Болдина · Москва                                                  |

- Чемпионат СНГ

| Номер                  | Год  | Город  | Победитель                   | Номер         | Год  | Город  | Победитель                  |
| Открытый Чемпионат СНГ | 1992 | Москва | Гинтарас Сташкявичюс · Литва | Чемпионат СНГ | 1992 | Москва | Елизавета Суворова · Москва |